# Shikiken Mon In no Mikushige
Shikiken Mon In no Mikushige (式乾門院御匣?) fue una poetisa y cortesana japonesa que vivió a comienzos de la era Kamakura. Su padre fue el Daijō Daijin Koga Michiteru. También es conocida como Anka Mon In no Sanjō (安嘉門院三条?)
Sirvió a la Princesa Imperial de Shikiken Mon In, hija del Príncipe Morisada y nieta del Emperador Takakura. Hacia 1251, luego de la muerte de la princesa, fue asignada como sirvienta de la Princesa Imperial Kuniko de Anka Mon In, otra hija del Príncipe Morisada.
Participó en varios concursos de waka en 1263, 1265 y 1278. Algunos de sus poemas fueron incluidos en la antología imperial Shokugosen Wakashū y un total de 51 poemas fueron incluidos en diversas antologías. Es considerada como una de las treinta y seis mujeres inmortales de la poesía.